# Patrizierhaus Rathausstraße 5

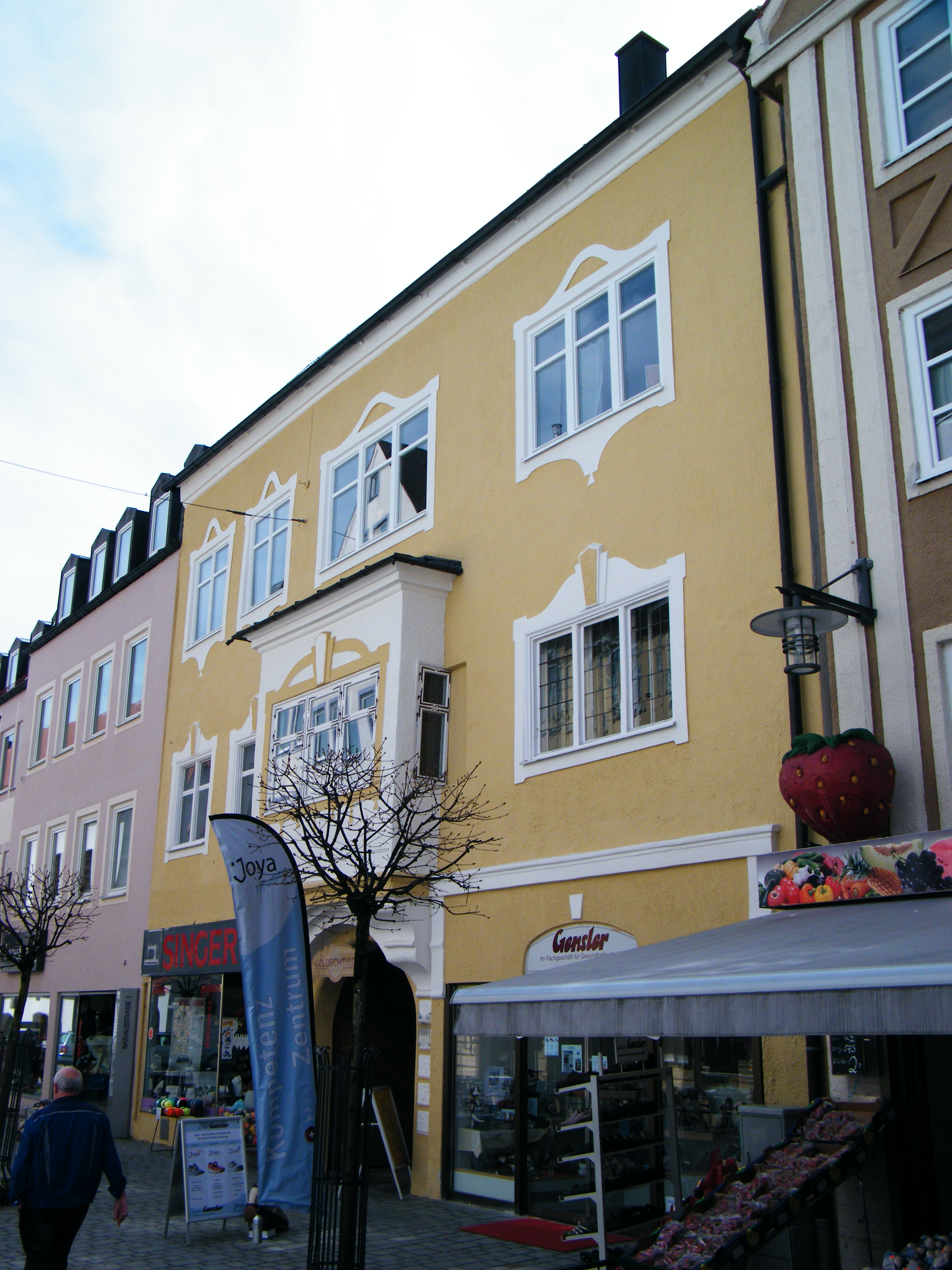
Das Patrizierhaus in Kempten an der Rathausstraße

Das Patrizierhaus an der Rathausstraße 5 in Kempten (Allgäu) ist ein dreigeschossiger Traufseitbau mit einem flachen Erker über einer rundbogigen Einfahrt. Das denkmalgeschützte Haus wurde um 1600 erbaut. Ein Haus weiter befindet sich das Zorn-Haus mit der nebenstehenden Freitreppe. Jahrelanger Besitzer des Gebäudes war der Verlag Tobias Dannheimer.

## Geschichte und Beschreibung
Die Räume waren mit einer hölzernen Kassettendecke in den beiden Obergeschossen ausgestattet. Im Inneren befinden sich wie im Vogthaus Türstöcke im Stil der Renaissance mit Pilastern. Der Gang an der Seite zum Hof am Ostflügel ist mit Rauten und Kreisen stuckiert. Diese umgeben Rosetten, Buckel und Halbbuckel. An der Fensterwand befindet sich die Jahreszahl 1600. Der Stuck ist vermutlich aus der gleichen Werkstatt wie im Ostteil des Ponikauhauses.
Im Erdgeschoss befindet sich ein nicht ursprünglicher Ladeneinbau mit großflächigen Schaufenstern.